# Пена ин Теверина
Пѐна ин Теверѝна (на италиански: Penna in Teverina) е село и община в Централна Италия, провинция Терни, регион Умбрия. Разположено е на 302 m надморска височина. Населението на общината е 1129 души (към 2010 г.).